# Пионербол
Пионербол — подвижная игра с мячом, схожая по правилам с волейболом. Зародилась в СССР в 1930-х годах и предназначалась прежде всего для детей школьного возраста (пионеров).

## Правила игры
Игра ведётся с волейбольным мячом на волейбольной площадке. В каждой команде обычно по 6 человек. Площадка по количеству игроков условно разделена на 6 зон.
Игрок задней линии, находясь в пределах площадки в дальнем правом углу, делает бросок через сетку на половину поля команды противника. Один из игроков противоположной команды должен поймать мяч и, сделав не более трёх шагов или одной передачи мяча и двух шагов на своей половине площадки, перебросить его через сетку обратно на половину поля первой команды. Один из игроков первой команды также должен поймать мяч и, сделав не более трёх шагов или одной передачи мяча и двух шагов, перебросить его на половину поля команды соперника. И так далее до тех пор, пока мяч не упадёт на землю — тогда бросившей мяч команде засчитывается одно очко.
Мяч считается проигранным принимающей командой, а подающая команда теряет подачу, если:
- мяч коснулся площадки;
- игрок сделал более трёх шагов с мячом в атаке;
- игрок прикоснулся к сетке;
- игрок прикоснулся к мячу два раза подряд;
- игрок перешёл через среднюю линию;
- мяч перелетел над сеткой, но приземлился за линиями, ограничивающими площадку;
- мяч перелетел под сеткой или коснулся предметов, находящихся вне пределов площадки.

Исключение: если мяч команды попал в сетку, игроки имеют право коснуться мяча 3 раза 
- Игрок заступил за линию подачи.
- При подаче мяч не перелетел через сетку.
- Игрок навредил человеку.

В случае если мяч коснулся сетки, но перелетел на сторону принимающей команды, по предварительной договоренности между командами могут быть такие варианты: повтор подачи, переход подачи или начисление выигрышного очка принимающей команде.
Как и в волейболе, игроки перемещаются по площадке в следующую зону по часовой стрелке после выигрыша подачи. После набора определённого количества очков (обычно 10, 15 или 25 при минимальном перевесе над соперником в 2 очка) команды меняются сторонами поля, и разыгрывается вторая партия. Если результат после двух партий равный (1:1), то назначается третья партия.
Право первой подачи в матче определяется жеребьёвкой, после каждой партии происходит смена сторон и первой подаёт противоположная команда. В середине решающей (третьей) партии производится смена сторон, подачу после смены производит тот же игрок.
При подаче игрок отходит на заднюю линию (линию аута) и перебрасывает мяч через сетку.

## Варианты
Иногда действует «правило трёх передач», в этом случае игроки одной команды должны два раза перебросить мяч между собой, а третий бросок должен производиться на половину поля соперника. Кроме того может применяться правило «потери подачи», прежде существовавшее в волейболе. В этом случае пропустившая мяч команда, которая была подающей, только теряет подачу, но не отдаёт очков соперникам. Таким образом, за одну подачу очки могут начисляться только подающей команде.
Существует вариант пионербола с двумя мячами. Играют две команды из 6—8 игроков в каждой. Игроки, стоящие ближе к углам площадки, получают по мячу и готовятся к подаче (броску мяча на половину поля противника) по свистку судьи. После свистка задача каждой из команд состоит в том, чтобы оба мяча одновременно не оказались на её половине поля, а коснулись рук или земли на половине поля соперника. В этом случае игра останавливается и команда, на площадке которой два мяча, проигрывает очко. Мячи, столкнувшиеся в воздухе, возвращаются для новой подачи. В остальном правила схожи с основным вариантом пионербола.
Существовал также вариант пионербола для слепых детей.